# Léon Marchand
Léon Marchand (n. 17 mai 2002, Toulouse, Franța) este un înotător francez, medaliat olimpic. A participat la 2 ediții ale Jocurilor Olimpice (2020, 2024) în care a câștigat 3 medalii de aur.